# Jacob Pereira
Jacob Pereira fue un revolucionario francés de origen portugués, nacido en Bayona en 1743 y muerto en la guillotina el 24 de marzo de 1794.
Pereira se instaló en París en 1790 luego de ser joyero y especulador. Miembro del partido jacobino, radicalizaría su posición tomando las ideas de izquierda de Jacques-René Hébert. Participó en los acontecimientos del Campo de Marte el 17 de julio de 1791 y del 10 de agosto de 1792.
Enviado como comisario adjunto al general Charles François Dumouriez a Bélgica, a su regreso, muere guillotinado el 24 de marzo de 1794, al igual que otros hebertistas.
- Datos: Q522501